# Rio Turvo (Goiás)
Rio Turvo é um curso de água no Brasil. Está localizado no estado de Goiás, região sudeste do país, 300 km a sudoeste da capital Brasília.
A área ao redor do Rio Turvo consiste principalmente de terras agrícolas. Rio Turvo é muito pouco povoado, com 3 habitantes por quilômetro quadrado.  Clima de Savannah prevalece na área. Temperatura média anual na área é de 25 ° C. O mês mais quente é outubro, quando a temperatura média é 30 ° C, e o mais frio é julho, com 22 ° C. A precipitação média anual 1 662 milímetros. O mês mais chuvoso é março, com uma média de 276 mm de precipitação, e o mais seco é agosto, com 1 mm de precipitação.
| Gráfico climático para Rio Turvo         | Gráfico climático para Rio Turvo | Gráfico climático para Rio Turvo | Gráfico climático para Rio Turvo | Gráfico climático para Rio Turvo | Gráfico climático para Rio Turvo | Gráfico climático para Rio Turvo | Gráfico climático para Rio Turvo | Gráfico climático para Rio Turvo | Gráfico climático para Rio Turvo | Gráfico climático para Rio Turvo | Gráfico climático para Rio Turvo |
| ---------------------------------------- | -------------------------------- | -------------------------------- | -------------------------------- | -------------------------------- | -------------------------------- | -------------------------------- | -------------------------------- | -------------------------------- | -------------------------------- | -------------------------------- | -------------------------------- |
| J                                        | F                                | M                                | A                                | M                                | J                                | J                                | A                                | S                                | O                                | N                                | D                                |
| 273 28 20                                | 245 27 19                        | 276 31 20                        | 103 31 19                        | 24 30 17                         | 52 31 16                         | 33 31 14                         | 1 37 19                          | 70 41 17                         | 65 40 20                         | 255 35 20                        | 265 29 19                        |
| Temperaturas em °C • Precipitações em mm |                                  |                                  |                                  |                                  |                                  |                                  |                                  |                                  |                                  |                                  |                                  |